# De heilige Antonio
De heilige Antonio is het Boekenweekgeschenk van 1998, geschreven door Arnon Grunberg. Het kwam uit in maart 1998, op de eerste dag van de Boekenweek, die in 1998 als motto hanteerde:” Panorama Nederland - Stad en land in proza en poëzie”. Arnon Grunberg heeft het motto niet opgepikt en schrijft daarentegen over twee broers in New York.

## Samenvatting
De 18-jarige Paul en 19-jarige Tito Andino zijn al ruim zes jaar in de Verenigde Staten. Ze wonen in het stadsdeel Queens van de stad New York met hun mooie en nog jonge moeder Raffaella. Hun vader is tien jaar geleden bij een inbraak doodgeslagen door de bewoner van het huis met een knuppel van eucalyptushout. Via een vrachtwagen vol met meloenen zijn ze uit hun land vertrokken en de grens overgestoken, waarbij hun moeder onderweg verkracht is. Sinds twee jaar hebben de broers Paul en Tito elke dag behalve zondag van 12 tot 2 Engelse les. Meneer Berman heeft zijn leerlingen gevraagd nu eens hun eigen levensverhaal in het Engels op te schrijven.
De twee broers bezorgen ’s avonds tussen 6 en 12 uur op hun fietsen maaltijden van een afhaal-Mexicaan. Hun moeder Raffaella is van 12 tot 6 uur ’s avonds serveerster in een koffiehuis. Ze ontvangt daar dikke fooien van vaste klanten, die ze aanbidders noemt. Het is de kunst om hen hongerig te houden. Soms neemt ze die mannen toch ook mee naar haar flat en blijven ze een nacht slapen. Dit gedrag verandert met de komst van Ewald Stanislas Krieg. Hij is immigrant, 26 jaar en een gevierd en rijk schrijver. Maar hij blijft een tijdje permanent in de flat.
Op Engelse les trekken de twee broers op met de Kroatische Kristin Andrea. Ze is negentien jaar, rijdt auto en is en doet alles wat de jongens zouden willen maar niet kunnen en niet mogen. Net als Raffaella haar klanten in het koffiehuis hongerig houdt, laat Kristin de broers smachten.
Ewald Stanislas Krieg heeft een zakenplan. Raffaella neemt ontslag bij het koffiehuis. Ze gaat burrito’s bereiden die haar zoons gaan bezorgen onder de noemer van ‘Mamma Burrito’. Het wordt een gigantische flop die net op tijd beëindigd wordt door ambtenaren van de voedselhygiëne. Ewald wordt het appartement uitgezet en zijn afscheidscheque van 10.000 dollar wordt door Raffaella in snippers gescheurd. Moeder is nu wanhopig werkloos.
De twee broers verlangen er inmiddels naar dat Kristin alles met ze zal doen. Uiteindelijk stemt ze toe en in een verwaarloosd appartement mogen de broers alleen nog de kleur van hun condoom kiezen. Tito zwart en Paul groen. Na het uitkleden lopen de condooms pijlsnel vol tussen Kristin haar benen, want de broers zijn goed geschapen. Te midden van de kakkerlakken wordt een altaar opgericht voor de heilige Antonio. Het is de heilige van het onmogelijke. Er volgt een kleine ceremonie.
Het verhaal eindigt op de voorpagina van de kranten. Met 42 messteken heeft Kristin een klant in het Central Park bij de roeibotenvijver afgemaakt. Ook de twee broers worden nog ondervraagd door de politie, waarbij hun de antwoorden in de mond worden gelegd. Zowel Kristin als de Openbare Aanklager gaan voor de doodstraf. De twee broers besluiten als afscheid haar sinaasappeldrank Orangina te gaan drinken met haar roze Tic-tac’s.

## Voetnoot
1. ↑  Sinds 1963 is in de Staat New York geen doodstraf meer uitgevoerd